# Прапор Березівського району
Пра́пор Березі́вського райо́ну — офіційний символ Березівського району Одеської області, затверджений рішенням сесії Березівської районної ради.

## Опис
Прапор являє собою прямокутне полотнище, що має співвідношення сторін 2:3 та складається з чотирьох вертикальних смуг — синьої, малинової, синьої і жовтої (9:1:35:35). На древковій смузі розташована вишивка. На третій і четвертій частинах внизу знаходиться синя горизонтальна хвиляста смуга, на якій зображено білу хвилясту смугу.